# Ievgueni Barbakov
Ievgueni Barbakov (rus: Евгений Александрович Барбаков)  (Rostov del Don, 10 de juny de 1954) és un remer rus, ja retirat, que va competir sota bandera de la Unió Soviètica durant les dècades de 1970 i 1980.
El 1976 va prendre part en els Jocs Olímpics d'Estiu de Mont-real, on fou quart en la competició del doble scull del programa de rem. Quatre anys més tard, als Jocs de Moscou, va guanyar la medalla de plata en la competició del quàdruple scull. Formà equip amb Iuri Xàpotxka, Valery Kleshnev i Nikolai Dovgan. Una vegada retirat passà a exercir d'entrenador de rem.